# Gaobeijie (köpinghuvudort i Kina, Hebei Sheng, lat 36,86, long 115,68)
Gaobeijie (kinesiska: 高北街, 河西镇, 河西) är en köpinghuvudort i Kina. Den ligger i provinsen Hebei, i den norra delen av landet, omkring 340 kilometer söder om huvudstaden Peking. Antalet invånare är 41 793. Befolkningen består av 20 321 kvinnor och 21 472 män. Barn under 15 år utgör 20,0 %, vuxna 15-64 år 73 %, och äldre över 65 år 5,0 %.
Runt Gaobeijie är det tätbefolkat, med 762 invånare per kvadratkilometer. Närmaste större samhälle är Qingnian, 3,2 km sydost om Gaobeijie. Trakten runt Gaobeijie består till största delen av jordbruksmark.
Genomsnittlig årsnederbörd är 687 millimeter. Den regnigaste månaden är juli, med i genomsnitt 248 mm nederbörd, och den torraste är januari, med 4 mm nederbörd.